# 保羅·沃克
保羅·威廉·沃克四世（英語：Paul William Walker IV，1973年9月12日—2013年11月30日），是美國已故演員和前時裝模特，於2000年代前期演出多部大型好萊塢電影後開始累積知名度，其中最具盛名的演出是「速度与激情系列」。

## 生平

### 早期生活
沃克生於加州格倫代爾，在聖費爾南多地區成長。他是保羅三世及一個早期時裝模特兒Cheryl Crabtree之子。他有五兄弟姊妹，當中包括兩個兄弟和兩個姊妹，而他則排行第二。獲加就讀於Sun Valley的Village Christian Schools並於1991年畢業。高中之後，他亦有修讀數個社區學院，取得一個海洋生物學的學位。

### 電影事業
沃克在他二歲時，即為幫寶適拍攝了幼兒廣告。在1985年開始於電視影集中演出，接連演出了《天堂之路》、《誰是老闆？》、《活力充沛都市男女》、《遇到一位天使》等電視影集。

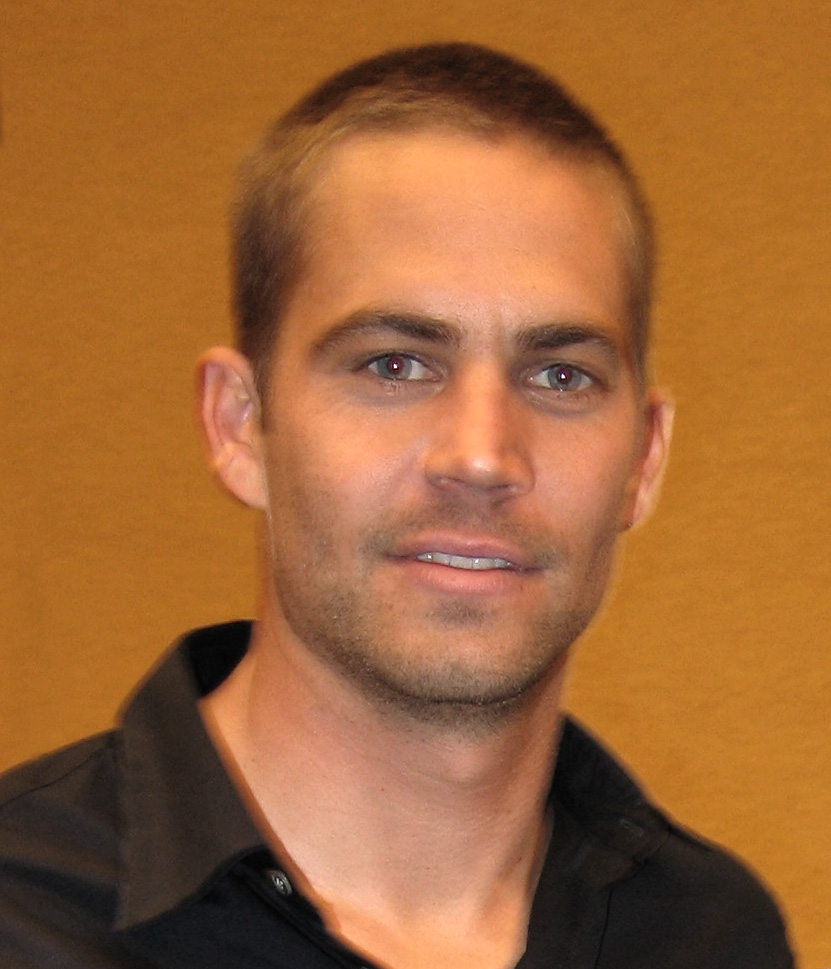
沃克拍攝於2006年2月。

沃克的電影生涯始於1986年，以飾演《壁櫥裡的怪物》中一名教授的角色正式出道。然而出道後並沒有獲得太大的成功，本人也將部分心力放在進修學業上。直到1998年演出《歡樂谷》後廣受好評，至此才開始星運大開。
2001年，沃克的演技受到了賞識，被邀請與馮·迪索共同演出《速度与激情》。在電影中飾演雙主角之一的臥底警探布萊恩，讓他真正成為一個知名的電影明星。除了讓該作品成為《速度与激情》的賣座系列片外，也為他獲得了接演他部作品擔綱主角的機會，如《致命玩笑》、《深海尋寶》、《迷失凶間》，在2006年得到了克林·伊斯威特的指導演出《硫磺島的英雄們》等作品。
2006年沃克出演了《奪命鎗火》與《極地長征》。極地長征獲得一致好評和票房成績，在首週票房超過2000萬美元。
此後沃克專注於《速度与激情4》、《玩命關頭5》、《速度与激情6》三部系列作的拍攝之中。在2013年11月30日沃克因車禍不幸喪生後，留下了《搏命關頭》（Hours）、《玩命特區》（Brick Mansions）、《速度与激情7》三部遺作。

### 私人生活
沃克居住在加州聖塔巴巴拉和亨廷頓海灘。他和前女友蕾貝卡（Rebecca Soteros）育有一女，名為梅朵·瑞恩（Meadow Rain，1998年11月4日出生），梅朵目前和其母親住在夏威夷。愛玩車的保羅沃克擁有好爸爸的形象，他曾說會載女兒去飆車，女兒會在後座尖叫，享受特別的快乐。。
除主演《玩命關頭系列》成為知名的電影演員外，從2010年開始也參加了半職業性的賽車比賽成為了賽車手，同時成為賽車服務公司「Always Evolving」的合夥人。
在2010年海地地震時前往了當地協助救災後，親身體會到面對天災時救援的急迫性與必要性；回國後沃克本人取得了緊急醫療技術員的認証，並成立了「全球伸援（Reach Out Worldwide）」基金會。該基金會是一個以提供災民最即時的醫療與生活必需品為目的的非營利組織，成立後曾在奧克拉荷馬市風災、受到海燕颱風侵襲的菲律賓等地提供當地災民協助。
沃克並不喜歡在螢幕中看到自己，所以他只會看一次自己拍的電影。他個人亦喜歡武術，並時常學習不同的武術，包括柔道、跆拳道、截拳道等等。
沃克視法國海洋學家雅克-伊夫·庫斯托為偶像，在社區學院就讀時曾一度想以海洋生物學者作為終身職業；然而在1998年演出《歡樂谷》獲得成功後，便選擇了成為電影演員的道路。在2011年國家地理頻道的海洋探險系列「探索大白鯊（Expedition Great White）」中擔任主角，完成了自己夢想的一部份。

### 車禍逝世
美国当地时间2013年11月30日下午3:30，沃克於南加州洛杉矶北部的聖塔克拉利塔的瓦倫西亞發生車禍去世，年僅40歲。
沃克乘坐友人羅傑羅達斯（Roger Rodas）駕駛的保時捷Carrera GT超級跑車參加一場與菲律賓海燕風災有關的慈善活動後，於瓦倫西亞發生車禍，因車子疑似超速失控，直接撞上路边一座灯杆和一棵樹，导致爆炸起火燃燒，洛杉磯(Los Angeles police office)警方宣佈駕駛者羅達斯與搭乘的沃克均当场死亡。洛杉矶县警察局在声明中表示：“车速是造成这次车祸的一个主要因素”。根據法醫報告指出，沃克是死於外傷及燒傷。曾一度有消息傳出兩人在公路上與其他車輛飆車競速而肇事，但在案發現場的監視器公佈後排除了這個可能。
與沃克共同主演《速度与激情》系列的馮·迪索、狄維·莊遜、泰瑞斯·吉布森（Tyrese Gibson）、路達克里斯等劇中演員，以及「玩命關頭」發行商環球影業皆表達哀悼之意。馮·迪索與泰瑞斯·吉布森並親自前往事發地點獻花致意，並對在場為沃克哀悼的粉絲致謝。

## 作品列表

### 电影
| 上映年份 | 標題                                | 角色                     | 備註                        |
| -------- | ----------------------------------- | ------------------------ | --------------------------- |
| 1986     | 壁櫥裡的怪物                        | "Professor" Bennett      |                             |
| 1987     | 女魔终结者 （Programmed to Kill）                     | 杰森（Jason）            | 以保羅·W·沃克（Paul W. Walker）之名義出演 |
| 1994     | 百變侏儸紀                          | 迈克尔·布洛克            |                             |
| 1998     | 寶里寶氣大追擊                      | Phil Deedle              |                             |
| 1998     | 一人有一點顏色                      | Skip Martin              |                             |
| 1999     | 校园蓝调                            | Lance Harbor             |                             |
| 1999     | 窈窕美眉                            | Dean Sampson             |                             |
| 1999     | 強迫入境                            | Jason                    | 未被正式承认                |
| 2000     | 聖堂風雲                            | Caleb Mandrake           |                             |
| 2001     | 玩命關頭                            | 布莱恩·奥康纳            |                             |
| 2001     | 致命玩笑                            | Lewis Thomas             |                             |
| 2002     | 如果你出名了，你的生活就有意义 （Life Makes Sense If You're Famous） | Mikey                    | 短篇电影                    |
| 2003     | 玩命關頭2：飆風再起前导片           | 布莱恩·奥康纳            | 短篇电影                    |
| 2003     | 玩命關頭2：飆風再起                 | 布莱恩·奥康纳            |                             |
| 2003     | 決戰時空線                          | Chris Johnston           |                             |
| 2004     | 紐約奇蹟                            | Mike Riley               |                             |
| 2005     | 深海尋寶                            | Jared Cole               |                             |
| 2006     | 極地長征                            | Jerry Shepard            |                             |
| 2006     | 奪命鎗火                            | Joey Gazelle             |                             |
| 2006     | 硫磺島的英雄們                      | 亨利·奧利佛·漢森         |                             |
| 2007     | 生死交锋                            | Tim Kearney              |                             |
| 2007     | 美国故事                            | Mikey                    | 单元：                      |
| 2008     | 撕裂記憶體                          | Ben Garvey               |                             |
| 2009     | 玩命關頭4                           | 布莱恩·奥康纳            |                             |
| 2010     | 偷天搶地                            | John Rahway              |                             |
| 2011     | 玩命關頭5                           | 布莱恩·奥康纳            |                             |
| 2013     | 玩命車手                            | Michael Woods            | 兼任執行製作人              |
| 2013     | 玩命關頭6                           | 布莱恩·奥康纳            |                             |
| 2013     | 當舖瘋雲                            | Raw Dog                  | 兼任執行製作人              |
| 2013     | 博命關頭                            | Nolan Hayes              | 逝後釋出 兼任執行製作人     |
| 2014     | 玩命特區                            | Damien Collier           | 逝後釋出                    |
| 2015     | 玩命關頭7                           | 布莱恩·奥康纳            | 逝後釋出                    |
| 2023     | 玩命關頭X                           | 布莱恩·奥康纳            | 採用玩命關頭5片段           |
| 2025     | 玩命關頭X：第二章                   | 布莱恩·奥康纳 AI合成技術 |                             |

### 电视
| 播放年份   | 标题                       | 角色                             | 备注                              |
| ---------- | -------------------------- | -------------------------------- | --------------------------------- |
| 1984       | CBS學校特別休息時間        | 不適用                           |                                   |
| 1994       | CBS學校特別休息時間        | 迪尔（Dill）                     |                                   |
| 1985       | 天堂之路                   | Todd Bryant                      |                                   |
| 1986       | 天堂之路                   | Eric Travers                     |                                   |
| 1986－1987 | Throb                      | 杰瑞米·比蒂（Jeremy Beatty）     |                                   |
| 1990       | 主管查尔斯                 | 罗素·戴维斯（Russell Davis）     | Episode: "Dead Puck Society"      |
| 1991       | 妙管家                     | 迈克尔·海恩斯（Michael Haynes）  | Episode: "You Can Go Home Again"  |
| 1991       | What a Dummy               | 瑞克（Rick）                     | Episode: "Bringing Up Baby"       |
| 1992       | 不安分的青春               | 布兰登·科林斯（Brandon Collins） | 14 episodes (+ 10 "credits only") |
| 1996       | 與天使有約                 | 乔纳森（Jonathan）               | Episode: "Statute of Limitations" |
| 2010       | （又称作《探索大白鯊》。） | 自己                             | 短剧                              |
| 2013       | 鯊魚週                     | 自己                             | 客串                              |

### 音乐录影带
| 年份 | 合作艺人               | 歌曲名称                 | 备注     |
| ---- | ---------------------- | ------------------------ | -------- |
| 1997 | 超大聲合唱團           | "Wrong Thing Right Then" |          |
| 2001 | 杰·鲁、拉维塔·雷纳、O1 | "Furious"                |          |
| 2003 | 卢达克里斯             | "Act a Fool"             |          |
| 2013 | 双链大师、维兹·卡利法  | "We Own It"              | 存档录像 |
| 2015 | 维兹·卡利法、查理·普斯 | 當我們再相見             | 存档录像 |

## 外部連結
- 官方网站
- 保羅·沃克在互联网电影资料库（IMDb）上的資料（英文）
- 保羅·沃克的Facebook專頁
- 保羅·沃克的X（前Twitter）